# Барлоу, Уэйн
Уэйн Дуглас Барлоу (род. 6 января 1958, Глен-Ков, Нью-Йорк) — художник, работающий в жанрах научной фантастики и фэнтези. Нарисовал свыше 300 обложек для книг и журналов и иллюстраций для множества книгоиздателей, таких как Life magazine, Time и Newsweek.
Хорошо известен своими реалистичными рисунками инопланетной жизни. Сборник Barlowe's Guide to Extraterrestrials — его представление об инопланетных разумных существах из хорошо известных научно-фантастических произведений.

## Работы

### Фильмы и сериалы
- Художественно-оформительская работа в двухчасовом ТВ-фильме «Вавилон-5: Третье пространство» (1998).
- Создание инопланетных существ и дизайн персонажей для «Титан: После гибели Земли».
- Разработал инопланетян для фильма «В поисках Галактики».
- Предпроизводственные наброски для «Блэйд II».
- Дизайн персонажей/существ для «Хеллбой», «Хеллбой 2: Золотая армия», «Гарри Поттер и узник Азкабана», «День, когда Земля остановилась».
- В 2004 году его книга «Expedition» была продана каналу Discovery Channel для создания двухчасового фильма. Он был назван «Alien Planet», его премьера состоялась 14 мая 2005 года.
- Разработал дизайн существ и персонажей в фильме «Аватар» Джеймса Кэмерона.

### Книги
- Создание концепт-арта для «Гарри Поттер и Кубок огня».
- В 2007 году написал художественную книгу «God’s Demon» (в русском переводе «Демон Господень») о бунте одного из князей Ада против своего правителя Вельзевула.
- В 2019 году написал художественную книгу «The Heart of Hell», которая является продолжением «Демона Господня».